# Linéament transbrésilien
Le linéament transbrésilien  est une importante zone de cisaillement qui s'est développée au Précambrien, et qui a été réactivée plusieurs fois ensuite, notamment au Mésozoïque. Les déplacements le long de la zone de cisaillement expliquent pourquoi la forme du continent sud-américain épouse celle du continent africain, car ils étaient rapprochés avant la fracture du Gondwana.

## Formation et localisation
Le linéament s'est formé lorsque l'océan Goiás, qui se trouvait entre le craton amazonien et le craton du Congo/São Francisco, s'est fermé à l'occasion de la formation du Gondwana Ouest, il y a environ 600 Ma.
Il s'étend depuis la côte nord-est du Brésil dans une direction sud-ouest à travers le Paraguay et en Argentine, où il se termine dans les bassins du Salado et du Colorado.
La ceinture transsaharienne, qui court de l'Algérie au Bénin, s'est créée à la même période ; elle marque la ligne où l'océan Pharusia, relié à l'océan Goiás, s'est fermé lorsque le craton d'Afrique de l'Ouest est rentré en collision avec le métacraton du Sahara. Le linéament comprend la ceinture du Hoggar, qui plonge dans la faille de Kandi, au Bénin, correspondant à la faille de Sobral (en) au nord du linéament transbrésilien. Il est largement accepté que la ceinture transsaharienne et le linéament transbrésilien, qui se correspondent, forment à la plus importante zone de cisaillement de la planète.

## Fracture du Gondwana
Autour de la partie septentrionale du linéament transbrésilien, une série de failles plongeantes montre que la croûte terrestre a été étirée, et ces failles trouvent leurs correspondances en Afrique. Ainsi, la faille de Pernambouc au Brésil correspond à la zone de cisaillement de Foumban au Cameroun, et d'autres failles brésiliennes au fossé de la Bénoué au Nigeria. L'extension de ces failles expliquent la moindre symétrie entre la zone du delta du Niger et l'Amérique du Sud. Cependant, après la zone correspondant à un mouvement de cisaillement sénestre d'environ 100 km à l'est du linéament transbrésilien, les bords des deux continents retrouvent leur symétrie au nord et à l'ouest du delta du Niger.